# C/1988 P1
Poznamo še pet drugih kometov z imenom Machholz: C/1978 R3 (druge oznake 1978 XIII, 1978l), C/1985 K1 (druge oznake 1985 VIII, 1985e), C/1992 N1 (druge oznake 1992 XVII, 1992k), C/1994 T1 (druge oznake 1994 XXVII, 1994r) in C/204 Q2.
Komet Machholz ali C/1988 P1 je komet, ki ga je odkril ameriški ljubiteljski astronom Donald Edward Machholz 6. avgusta 1988 na gori Loma Prieta v kaliforniji, ZDA. 

## Lastnosti
Komet ima parabolično tirnico. Soncu se je najbolj približal 17. septembra 1988 na razdaljo 0,165 a.e. Opazili so, da je razpadel .
Dosegel je magnitudo 7,5 .